# Troglohyphantes helsdingeni
Troglohyphantes helsdingeni là một loài nhện trong họ Linyphiidae.
Loài này thuộc chi Troglohyphantes. Troglohyphantes helsdingeni được Christa L. Deeleman-Reinhold miêu tả năm 1978.